# Soir ! Matin !
Soir ! Matin !, op. 76, est un diptyque de musique de chambre composé par Mel Bonis, datant de 1907.

## Composition
Mel Bonis compose son diptyque pour piano, violon et violoncelle. L'œuvre est séparée en deux mouvements dont le premier est dédié à Mlle Foltzer et le second au Trio Chaigneau. L'œuvre est publiée en 1907 aux éditions Demets, puis rééditée en 2003 aux éditions Furore. Un autre manuscrit intitulé Soir a été retrouvé portant la mention « pour remplacer l'autre ».

## Structure
L'œuvre est composée de deux mouvements :
1. Soir !
2. Matin !

## Analyse
Le diptyque fait partie des pièces de caractère de la compositrice. Les deux œuvres développent une écriture proche de celle des compositeurs de l'avant-garde du début du XXe siècle, notamment celles de Gabriel Fauré et de Claude Debussy.

## Réception
L'œuvre est jouée en 1909 et en 1911 par le Trio Kellert.

## Sources
- Étienne Jardin, Mel Bonis (1858-1937) : parcours d'une compositrice de la Belle Époque, 2020 (ISBN 978-2-330-13313-9 et 2-330-13313-8, OCLC 1153996478, lire en ligne)